# Krywicze (Litwa)
Krywicze (lit. Kreivėnai) – kolonia na Litwie, w okręgu wileńskim, w rejonie wileńskim, w gminie Bezdany, pomiędzy Wilią i linią kolejową Nowa Wilejka – Turmont.

## Historia
W dwudziestoleciu międzywojennym zaścianek Krywicze leżał w Polsce, w województwie wileńskim, w powiecie wileńsko-trockim, w gminie Niemenczyn. W 1931 miejscowość liczyła 2 mieszkańców, zamieszkałych w 1 budynku.
Po II wojnie światowej w granicach Związku Sowieckiego. Od 1991 na niepodległej Litwie.